# Scio, New York
Scio är en kommun i Allegany County i delstaten New York, USA.